# Saint-Étienne-d’Orthe
Saint-Etienne-d’Orthe – miejscowość i gmina we Francji, w regionie Nowa Akwitania, w departamencie Landy.
Według danych na rok 1990 gminę zamieszkiwało 407 osób, a gęstość zaludnienia wynosiła 37 osób/km² (wśród 2290 gmin Akwitanii Saint-Etienne-d’Orthe plasuje się na 785. miejscu pod względem liczby ludności, natomiast pod względem powierzchni na miejscu 998.).